# Copa da Escócia de 1995–96
A Copa da Escócia de 1995-96 foi a 111º edição do torneio mais antigo do futebol da Escócia. O campeão foi o Rangers F.C., que conquistou seu 27º título na história da competição ao vencer a final contra o Heart of Midlothian F.C, pelo placar de 5 a 1.

## Premiação
| Copa da Escócia de 1995-96        |
| Escócia                           |
| --------------------------------- |
| Rangers F.C. Campeão (27º título) |